# Shirley Gordon Olafsson
Shirley Gordon Olafsson, född 10 april 1927, död 23 november 2019, var en friidrottare från Kanada. Hon deltog vid olympiska sommarspelen 1948.